# Миротворець (персонаж)
Миротворець (англ. Peacemaker) — супергерой, що спочатку з'явився на сторінках коміксу Fightin' 5 № 40 (листопад 1966 року) компанії Charlton Comics, однак пізніше права на нього були викуплені DC Comics. Персонаж Миротворець був створений письменником Джо Гіллом і художником Петом Бойеттом, згодом з'явилися кілька варіацій персонажа.
Дебют миротворця в кіно відбувся у фільмі Джеймса Ганна «Загін самогубців: місія навиліт» (2021), де роль супергероя виконав Джон Сіна. Актор знову повернувся до цього образу в однойменному телесеріалі для потокового сервісу HBO Max.

## Історія появи
Миротворець вперше з'явився як супергерой резервної серії коміксу Fightin' 5 № 40 (листопад 1966 року) компанії Charlton Comics. Однак, після того, як її наступний випуск був скасований, Миротворець отримав свій власний комікс тривалість якого склала п'ять випусків, що виходили з березня по листопад 1967 року. Деякі роботи Пета Бойетта, який планував 6-й випуск, пізніше з'явилися в мережі. Після розпаду Charlton Comics, в середині 1980-х, права на персонажа придбала компанія DC Comics та випустила лімітовану серію коміксів, присвячену цьому герою, що складається з чотирьох епізодів (січень — квітень 1988 року).

## Біографія персонажа

### Крістофер Сміт
Крістофер Сміт, дипломат-пацифіст, настільки прихильник миру, що готовий застосувати силу для просування своєї справи . У своїй справі він використовує ряд спеціальної нелетальної зброї. Також він заснував Інститут Пакс (англ. Pax Institute). Більшість лиходіїв, з якими бореться Миротворець — диктатори і польові командири . Пізніше Сміт дізнається, що його зусилля зі встановлення миру через насильство є результатом серйозного психічного розладу, викликаного шоком після того як він дізнався, що його батько був комендантом нацистського табору смерті. Він вважає, що дух батька постійно переслідує його, і критикує кожну дію, навіть коли він намагається забути своє минуле.
Перетворившись на особливо смертоносного карателя, який може вбити при появі найменшої інформації, він починає вірити, що примари людей, яких він убив або які були вбиті біля нього, зібрані всередині його шолома і можуть дати йому пораду або поговорити з ним. Якийсь час Миротворець служить агентом уряду США під егідою підрозділу спеціального призначення «Checkmate», вистежуючи терористів, поки його власна поведінка не стає занадто екстремальною. Зрештою він таранить вертольотом танк, в якому знаходиться суперлиходій Екліпсо та гине. Його душа переноситься в чистилище з серії коміксів «Судний день». Однак, коли там з'являється команда супергероїв, щоб завербувати душу Гела Джордана, Вартові чистилища вступають з ними в битву. Миротворець об'єднується з іншими загиблими супергероями і відволікає їх, щоб команда героїв могла повернутися на Землю.
Згодом Миротворець з'являвся у коміксі «Годинник Судного дня», що є сиквелом коміксу «Вартові», у якому він взяв участь у битві на Марсі проти Доктора Мангеттена. Також супергерой фігурував в якості члена «Загону Самогубців», в лавах якого штурмував лікарню Аркгем.

### JLI Peacemaker
Інший оперативник під прізвиськом Миротворець з'являється в 65-номері коміксу «Justice League International» в якості члена «Руйнівників Ліги».

### Мітчелл Блек
Хірург на ім'я Мітчелл Блек був найнятий організацією «Peacemaker Project», яка не пов'язана з Інститутом Пакс та «Проєктом Миротворець», що проходить під егідою уряду США. Блек фігурує в міні-серіалі під назвою «L.A.W», де возз'єднується з іншими героями, придбаними у Charlton Comics. У команді вони досліджували могутню істоту, яка атакувала військові об'єкти. Ця варіація супергероя була вбита суперлиходієм Прометеєм в 7-му номері коміксу «Infinite Crisis» під час битви за порятунок міста Метрополіс від знищення.

## В інших медіа
Оригінальна варіація Миротворця — під ім'ям Крістофер Сміт з'являється у фільмі з розширеного всесвіту DC «Загін самогубців: місія навиліт» (2021), де роль супергероя виконав Джон Сіна. Він же зіграв цього персонажа для однойменного телесеріалу потокового сервісу HBO Max, виконавчим продюсером якого виступив Метт Міллер.